# Ilhas Pribilof

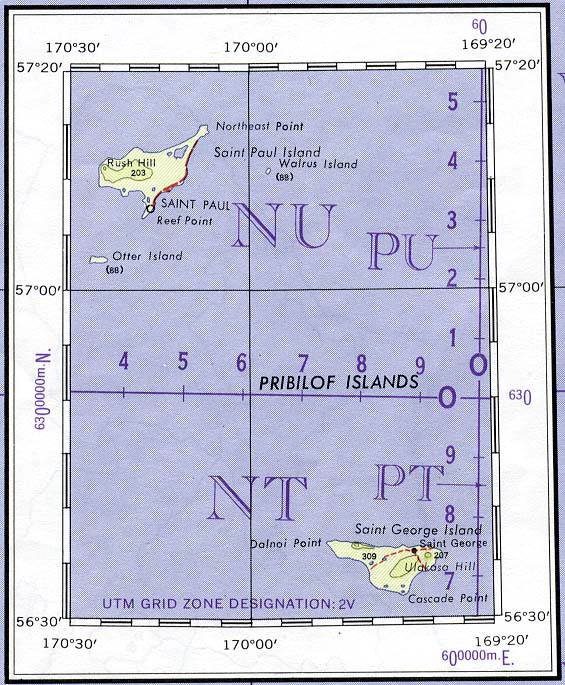
Mapa das Ilhas Pribilof

As Ilhas Pribilof são um agrupamento de ilhas vulcânicas pertencentes ao estado americano do Alasca e situadas no mar de Bering, a cerca de 320 km da cidade de Unalaska e a 800 km da costa da Sibéria. Ficam a norte das ilhas Aleutas e não fazem parte deste último arquipélago. As duas ilhas principais são a ilha de São Paulo, com 104 km² e 532 habitantes em 2000, e a ilha de São Jorge, com 90 km² e 90 habitantes no mesmo ano. Há ainda ilhéus perto da Ilha Saint Paul: a ilha Otter (0,67 km²) e a ilha Walrus (0,20 km²).

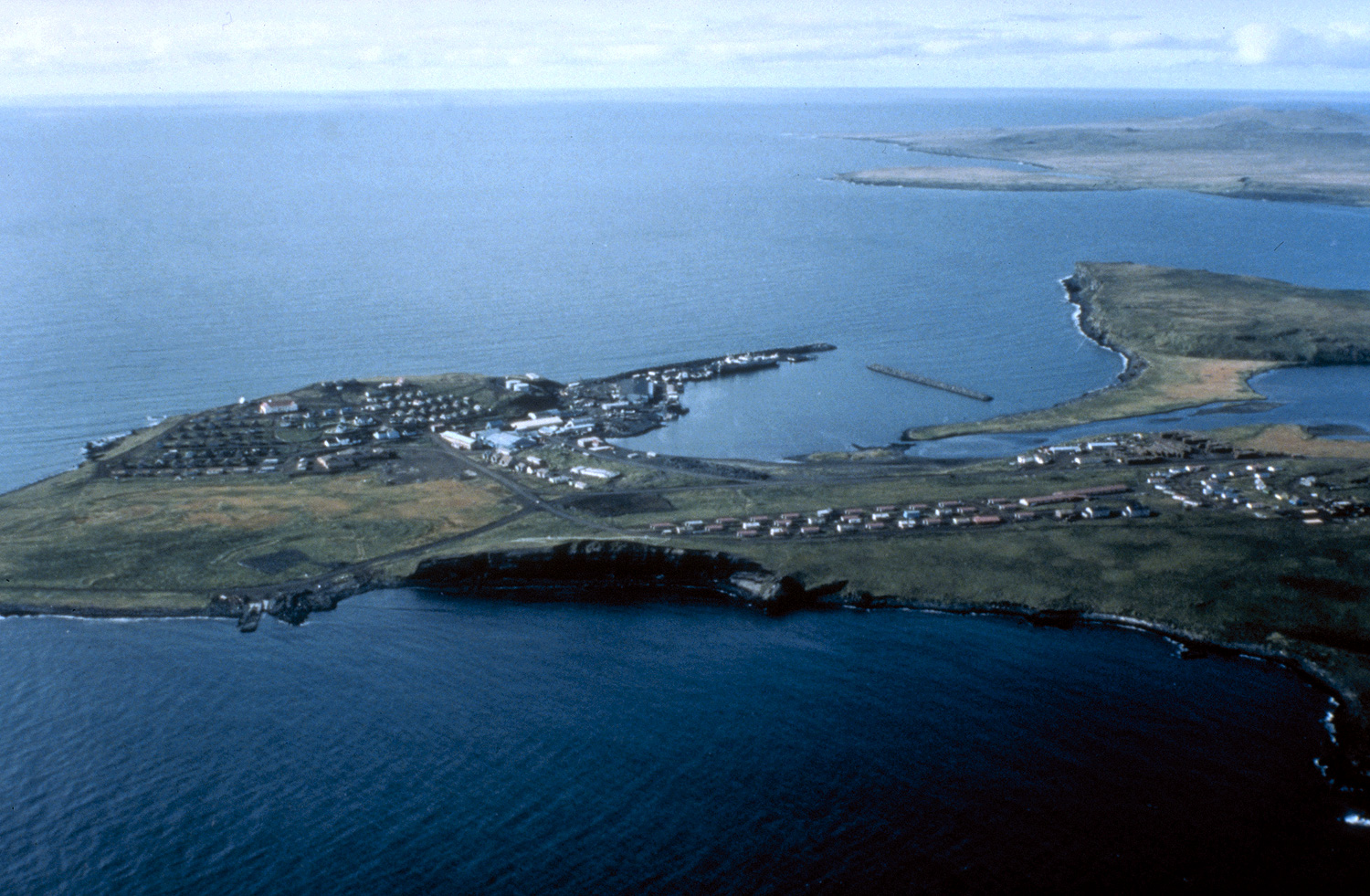
Vista da ilha de São Paulo